# Lưu Vĩnh Phúc
Lưu Vĩnh Phúc (tiếng Trung: 劉永福/刘永福) (1837—1917), tự Uyên Đình (淵亭/渊亭), người Khâm Châu, Quảng Đông (nay thuộc Quảng Tây), quê ở Bác Bạch, Ngọc Lâm, Quảng Tây, là một vị tướng vào cuối thời kỳ nhà Thanh. Tham gia khởi nghĩa Thái Bình Thiên Quốc, ông lưu vong sang miền Bắc Việt Nam, trở thành thủ lĩnh của Quân Cờ Đen chống Pháp trong Chiến tranh Pháp-Thanh, rồi tiếp đó lại về nước để trở thành một võ tướng phục vụ nhà Thanh. Ông là tổng thống thứ nhì và cũng là cuối cùng của Đài Loan dân chủ từ ngày 5 tháng 6 năm 1895 cho tới ngày 21 tháng 10 năm 1896. Ông được tôn vinh là anh hùng dân tộc Trung Hoa với những chiến tích trong việc chống quân Pháp và Nhật xâm lược.

## Thời kỳ hoạt động ở Trung Quốc
Lưu Vĩnh Phúc sinh ra ở Hợp Phố, vùng cực tây nam tỉnh Quảng Đông, gần với Việt Nam và biển, thuộc nhóm Khách Gia. Cha mẹ ông nghèo cùng cực, không có nghề nghiệp, nhà cửa, và Lưu Vĩnh Phúc đến tận cuối đời cũng không biết chữ. Cuối năm 1853, khi cả cha mẹ và chú lần lượt qua đời vì bệnh tật và đói kém, Lưu Vĩnh Phúc thậm chí không có nổi chiếc áo quan để chôn họ. Cậu thiếu niên Lưu Vĩnh Phúc phải sống lang thang trên đường phố để kiếm miếng ăn. Năm 21 tuổi, Lưu Vĩnh Phúc xin làm thuộc hạ của Ngô Lăng Vân (Wu Yuan-ch'ing), người tự xưng là Ngô Vương, là dư đảng Thái Bình Thiên quốc, bản doanh đóng gần Nam Ninh, để nhận được khẩu phần trợ cấp và cuối cùng trở thành một người có ảnh hưởng dưới trướng Ngô Vương. Khi Ngô Lăng Vân bị giết (1863), có thời gian Lưu Vĩnh Phúc đem bộ thuộc của mình đi theo Vương Sĩ Lâm và Hoàng Tư Nùng ở châu Thượng Tư (Quảng Tây) đi cướp ở nhiều nơi, sau mới gia nhập trở lại với Ngô Côn, con trai và là người kế nghiệp Ngô Vương. Do cuộc sống kham khổ, cộng với buồn chán, Lưu Vĩnh Phúc xin với Ngô Á Chung (Wu Ah-chung, tức Ngô Côn) cho tiến hành các cuộc viễn chinh nhằm cướp bóc ở phần bên kia biên giới Đại Nam, cũng là để tránh sức ép quân sự của nhà Thanh, lúc đó đang tìm cách đặt lại quyền kiểm soát ở vùng Lưỡng Quảng. Dẫn theo 200 đồng đảng thân tín, dùng một lá cờ màu đen làm kỳ hiệu của mình, Lưu Vĩnh Phúc vượt biên giới vào Đại Nam năm 1865.

## Thời kỳ hoạt động ở Việt Nam
Lưu Vĩnh Phúc vừa đi vừa tuyển thêm quân từ các toán thổ phỉ khác mà không bị ai chặn lại hay ngăn trở gì. Đến gần Sơn Tây, quân Cờ đen khi đó đã lên tới 500 người dừng lại lập doanh trại. Sự hiện diện của một đội quân vũ trang trong lãnh thổ của các bộ tộc Mông miền núi là một sự đe dọa với họ, nên xung đột vũ trang đã nổ ra. Quân Cờ đen phục kích và đánh bại cuộc tấn công của thổ dân, đồng thời giết chết một thủ lĩnh của họ. Viên thủ lĩnh này chống đối chính quyền nhà Nguyễn, nên nhân cơ hội đó nhà Nguyễn chính thức ban cho Lưu Vĩnh Phúc chức vị Cửu phẩm bách hộ để tiếp tục công việc bình định vùng này.
Tuy vậy, đánh nhau với người thiểu số không phải là mối quan tâm chính của Lưu Vĩnh Phúc, nên năm 1868, Lưu Vĩnh Phúc quay ra tranh giành khu vực thị trấn Lào Cai, tức châu Bảo Thắng, một món mồi béo bở, lúc bấy giờ đang nằm dưới sự kiểm soát của các thương gia có vũ trang người Quảng Đông. Quân Cờ đen tự tiện thu thuế, khai khoáng, cướp bóc khắp nơi, quan quân nhà Nguyễn cũng không ngăn cản được.
Nhận được tin về những thắng lợi dễ dàng của Lưu Vĩnh Phúc, những toán quân còn lại của Ngô Vương, lúc này đang bị quân Thanh dồn ép về gần biên giới, theo Hoàng Sùng Anh (Huang Ch'ung-ying, cháu Ngô Vương) lập thành quân Cờ vàng, tràn qua biên giới chiếm thị trấn Hà Giang nằm trên bờ sông Lô. Quân Cờ vàng được tổ chức theo mô hình quân Cờ đen, nhưng với số lượng đông hơn gấp hai, ba lần. Tuy nhiên Hà Giang không phải là một nơi có thể đem lại nhiều lợi nhuận như Lào Cai, nên xung đột giành quyền lợi giữa hai nhóm Cờ đen và Cờ vàng bùng nổ.
Năm 1869, quân Cờ đen phục kích đánh tan tác quân Cờ vàng tại Lào Cai, rồi truy quét Cờ vàng đến tận hang ổ tại Hà Giang. Phối hợp với quân Cờ đen là quân nhà Nguyễn và quân Thanh của tướng Phùng Tử Tài, quân Cờ vàng phải tháo chạy khỏi căn cứ Hà Giang. Tuy nhiên, do dịch bệnh và khí hậu khắc nghiệt nên quân Thanh phải rút về, quân Cờ vàng tiếp tục kiểm soát một vùng rộng lớn ở khoảng giữa sông Hồng đến biên giới, từ Lào Cai đến Sơn Tây. Đến năm 1875, quân Cờ đen mở chiến dịch quyết định đánh chiếm Hà Giang, phối hợp với họ không những là quân nhà Nguyễn mà cả quân Thanh từ Quảng Tây và Vân Nam. Hoàng Sùng Anh bị truy đuổi, bị bộ hạ làm phản, bị bắt rồi bị giết chết.
Do chiến thắng quân Cờ vàng mà quân Cờ đen của Lưu Vĩnh Phúc chính thức được chính quyền nhà Thanh bảo trợ, ngược lại Lưu Vĩnh Phúc cũng xóa bỏ mặc cảm khi trước, hạ lệnh cho thủ hạ dóc tóc kiểu Mãn Châu để tỏ lòng trung thành với nhà Thanh. Về phần nhà Nguyễn, mặc dù sử dụng Lưu Vĩnh Phúc nhưng triều đình Huế vẫn còn nghi ngờ về lòng trung thành của Lưu và quân Cờ đen. Vì vậy, năm 1873, Hoàng Tá Viêm xin phong cho Lưu chức Phòng ngự sứ nhưng vua Tự Đức không đồng ý.

## Giết chết đại úy hải quân Francis Garnier

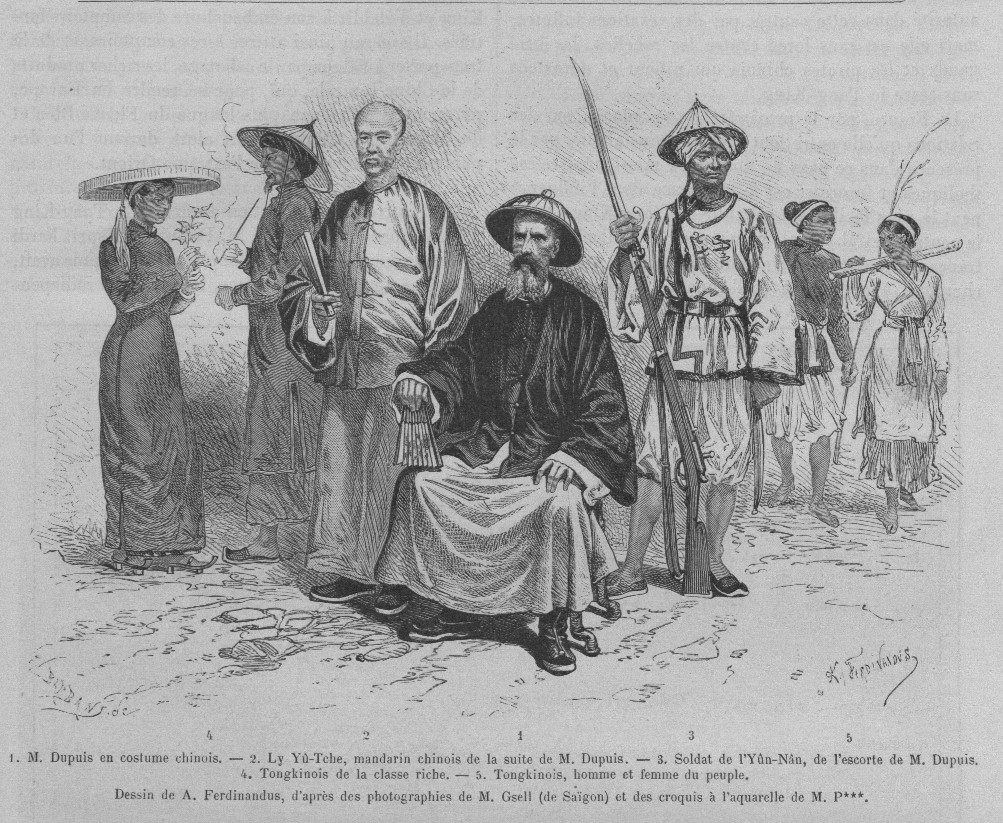
Jean Dupuis

Cuộc chạm trán đầu tiên giữa quân Cờ đen và người Pháp diễn ra khi Jean Dupuis, một thương gia phiêu lưu ngược sông Hồng tìm đường giao thương lên Vân Nam, Trung Quốc. Dupuis trước đó đã đạt được một số thỏa thuận với một viên tướng quân họ Mã ở Vân Nam trong việc cung cấp vũ khí cho đội quân của ông ta, vì khi đó triều đình nhà Thanh đang bận bịu đánh dẹp người Hồi giáo nổi dậy ở cả Vân Nam và Cam Túc. Theo đó Dupuis sẽ tiến hành chở vũ khí, muối, gạo... theo đường sông Hồng vào Vân Nam, đổi lại phía Trung Quốc sẽ nhượng cho Duipuis quyền lợi tham gia khai mỏ đồng và thiếc ở Vân Nam. Tuy nhiên việc giao thương này không được triều đình Đại Nam chấp thuận. Để giải quyết tranh chấp giữa phía Việt Nam và Dupuis, chính quyền Pháp tại Nam kỳ gửi đại úy Francis Garnier (tên Hán Việt: An Nghiệp) ra Hà Nội, nhưng viên đại úy này không những không làm trung gian đàm phán, mà còn hợp lực với người của Dupuis (bao gồm cả quân Cờ vàng) tấn công hạ thành Hà Nội ngày 19 tháng 11 năm 1873, tổng đốc Nguyễn Tri Phương bị thương nặng rồi chết, xung đột tại Bắc kỳ bùng nổ.

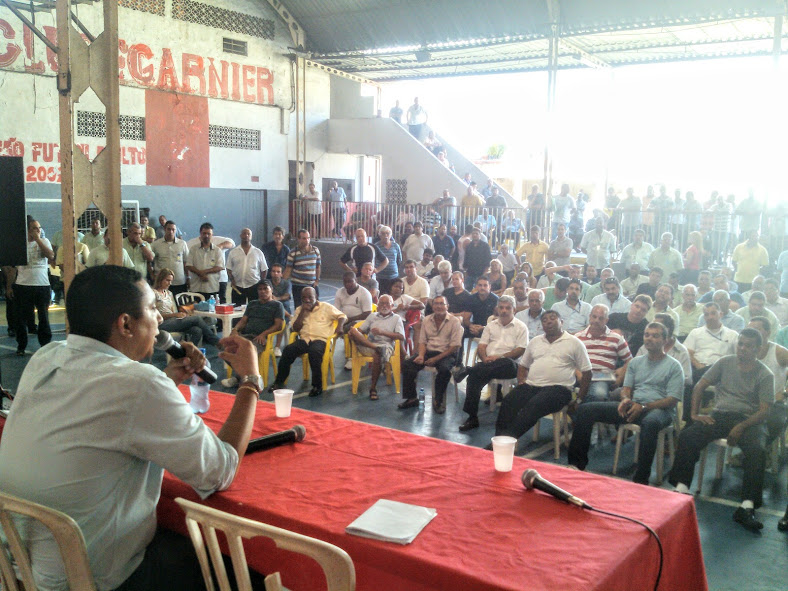
Francis Garnier

Dù chủ lực quân Nam ở Bắc kỳ khi đó vẫn còn tập trung ở thành Sơn Tây, đại úy Garnier vẫn cho xuất quân tiến hành bình định miền châu thổ sông Hồng quanh Hà Nội. Chỉ trong vòng ba tuần, toàn bộ 4 tỉnh miền đồng bằng sông Hồng gồm Hà Nội, Hải Dương, Ninh Bình, Nam Định với 2 triệu dân cư và một số thành lũy đã rơi vào tay đội quân Pháp chỉ chừng 180 người, chỉ huy bởi viên đại úy hải quân chưa tới 35 tuổi. Có thể kể đến trường hợp thành Ninh Bình với 1.700 binh lính hạ vũ khí đầu hàng một toán quân Pháp chỉ có bảy người. Đến giữa tháng 12, Garnier đã có thể quay lại Hà Nội điều hành công việc hành chính. Ông ta cho tổ chức dân quân của những làng công giáo và chọn lựa quan lại cho những vị trí bị bỏ trống.
Triều đình Huế hết sức tức giận vì hành vi tráo trở này, lệnh cho đoàn sứ Đại Nam đang thương nghị ở Sài Gòn phản kháng hành động chiếm thành của F.Garnier, yêu cầu thống đốc Dupré ra lệnh cho Garnier rút quân khỏi thành Hà Nội, đồng thời sai chưởng vệ Phan Đề làm đề đốc, Nguyễn Trọng Hợp làm tán lý cùng với Bùi Ấn Niên làm Khâm phái đưa 1.000 quân từ Huế và Nghệ An ra Bắc tăng cường chống trả quân Pháp. Triều đình ra lệnh cho các quan tỉnh ở các khu vực trọng yếu phải đóng cọc xuống các lòng sông thông với sông Hồng để ngăn chận tàu Pháp. Vua Tự Đức cũng sai Trần Đình Túc, Trương Gia Hội cùng với 2 giáo sĩ Công giáo là giám mục Sovier, linh mục Danzelger ra Hà Nội điều đình với Garnier. Các khâm phái, khâm mạng, các quan cũ ở Hà Nội đều bị cách chức chờ xử phạt.
Ngoài ra triều đình Huế cũng phong cho phò mã Hoàng Kế Viêm làm Tiết chế Bắc kỳ quân vụ, chuẩn bị hành động trả đũa. Hoàng Kế Viêm là chỉ huy cao cấp nhất của các lực lượng quân Nam tại Bắc Kỳ, và cũng cấp trên trực tiếp của Lưu Vĩnh Phúc, nên ông cho gọi Lưu Vĩnh Phúc, khi đó đang đóng tại Hưng Hóa về Sơn Tây làm tiền phong để đánh quân Pháp. Hoàng Kế Viêm vì biết được sự hoang mang tinh thần của quân Nam, nên khích lệ quân Cờ đen bằng cách hứa hẹn thưởng rất nhiều vàng cho mỗi binh lính Pháp bị giết, số lượng vàng sẽ tăng lên theo cấp bậc của kẻ bị giết.

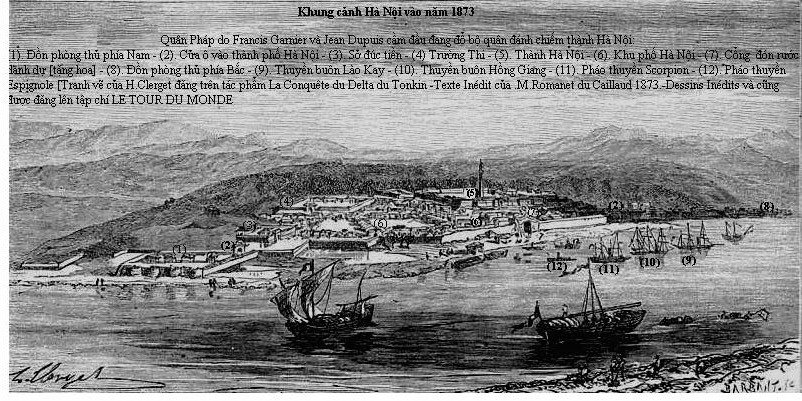
Quân Pháp của Francis Garnier đổ bộ đánh chiếm Hà Nội

Ngày 18 tháng 12 năm 1873, quân Cờ đen đã về đến Hà Nội và lập trại chỉ cách Hà Nội chừng 10 đến 12 dặm. Ngày 21 tháng 12, nghe tin quân Cờ đen đang tiến về cửa tây thành Hà Nội, Garnier tức khắc lên mặt thành cho pháo khai hỏa về phía đối phương. Sau nửa giờ bắn phá, quân Nam, gồm chừng năm, sáu trăm quân Cờ đen và rất nhiều quân Việt, có voi chiến và nhiều quan lại đi theo, phải rút chạy. Garnier nhanh chóng tiến ra từ cửa đông nam với 18 lính Pháp và chừng một trung đội lính mộ bản xứ truy đuổi. Tuy nhiên chưa đi khỏi thành được bao xa thì khẩu pháo dã chiến bị sa lầy, Garnier bị một toán quân Cờ đen mai phục sẵn đổ ra đâm chết, tại Ô Cầu Giấy.
Garnier bị giết, quân Pháp ở thành Hà Nội lâm vào tình thế hoảng loạn, nếu không nhờ có Linh mục Puginier và Dupuis thì quân Pháp đã bỏ thành theo đường thủy chạy về Sài Gòn. Tuy nhiên cái chết của đại úy Garnier cũng đặt dấu chấm hết cho cuộc phiêu lưu quân sự này tại Bắc Kỳ. Dẫu vậy, cũng chỉ hơn một tháng sau, đại úy Philastre (tên phiên âm: Hoắc Đạo Sanh) được cử ra giải quyết những rắc rối tại Bắc Kỳ đã cho rút hết quân khỏi Hà Nội và trao trả lại Bắc kỳ cho triều đình nhà Nguyễn.

Francis Garnier bị quân Cờ đen giết chết tại Cầu Giấy

Sau chiến thắng này, Lưu Vĩnh Phúc được thăng lên làm Phó Lãnh binh, chịu sự thống suất của Hoàng Tá Viêm. Các thuộc hạ của Lưu Vĩnh Phúc đều được thưởng quan tước và tiền bạc. Hoàng Tá Viêm sai Lưu Vĩnh Phúc đưa quân rút về chặn ở miền thượng du (Lào Cai), được triều đình Huế cho quyền trông coi việc thông thương và thu thuế ở vùng sông Lô và sông Thao từ Tuyên Quang trở xuống. Tới tháng 10 năm Giáp Tuất (1874), theo lời xin của Hoàng Kế Viêm, Lưu Vĩnh Phúc được thăng chức Quyền Tam Tuyên quân vụ Đề đốc tước vị Lương Nghĩa nam, kiêm coi các đạo và được sai phái đi đánh giặc Cờ vàng.
Triều đình Huế đã tỏ ra rất trọng dụng Lưu Vĩnh Phúc nhưng ông ta vẫn chưa hài lòng. Sáu lần triều đình điều động Lưu Vĩnh Phúc đem quân về Tuyên Quang nhưng ông ta lần nữa không đi, vẫn ở lại Bảo Thắng. Do quan quân nhà Nguyễn bất lực như chính Tự Đức phải thừa nhận: Việc dẹp giặc ở Tuyên Quang lấy đạo Lưu Vĩnh Phúc là chính, nên mặc dù tỏ thái độ bất phụng mệnh, Lưu Vĩnh Phúc và quân Cờ đen trước sau vẫn được nhà Nguyễn để tâm dùng. Nắm được điểm yếu ấy của triều đình Huế, Lưu Vĩnh Phúc luôn ra điều kiện mặc cả về mức ban thưởng quan tước và tiền bạc cho mình và bộ thuộc sau mỗi trận đánh, thậm chí cả việc xin truy phong quan tước cho cha mẹ mình.
Mùa đông năm 1881-1882, Lưu Vĩnh Phúc lần đầu tiên trở lại Trung Quốc thăm viếng quê nhà. Khi đi ông ta là một kẻ tội phạm bị truy nã, khi về ông được đón tiếp long trọng như một anh hùng, không những là quan nhà Nguyễn mà còn mang phẩm hàm võ quan của nhà Thanh. Lưu Vĩnh Phúc mua đất đai ở làng cũ, dự định đến một ngày nào đó sẽ về dưỡng già, nhưng các biến động tại Bắc kỳ liên tiếp diễn ra, và Lưu Vĩnh Phúc lại được triệu tập trở lại Bắc kỳ.

## Giết chết đại tá hải quân Henri Rivière

Quân Pháp tấn công thành Hà Nội

Ngày 26 tháng 3 năm 1882, Henri Rivière trên hai thuyền chiến, rời Sài Gòn ra bắc cùng 230 lính, để tăng cường cho đồn binh đóng ở trên sông Hồng. Nhiệm vụ của ông theo mệnh lệnh là giải quyết tranh chấp giữa các thương gia Pháp và chính quyền sở tại, và trừng trị những đám quân thổ phỉ như quân Cờ đen. Tuy nhiên, chủ đích của Rivière lại là chinh phục miền Bắc Kỳ, chứ không phải giải quyết tranh chấp giữa người Pháp và Việt.
Ngày 24 tháng 4, sau khi nhận được 250 quân Pháp từ miền Nam đến tiếp viện, Rivière gửi tối hậu thư cho Tổng đốc Hoàng Diệu, đòi giao nộp thành ngay lập tức. Khi Hoàng Diệu còn chưa kịp trả lời, thì pháo thuyền của quân Pháp đã nổ súng bắn vào thành.

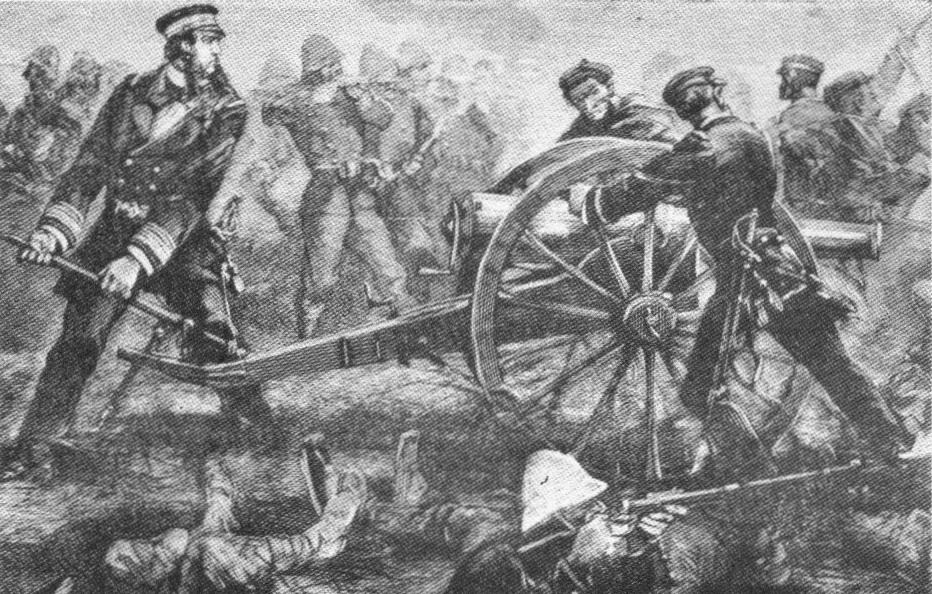
Henri Rivière trong trận Cầu Giấy (1883).

Được pháo bắn yểm trợ, quân Pháp ồ ạt tràn lên đánh thành. Tổng đốc Hoàng Diệu chỉ huy quân Nam, hạ lệnh liều chết cố thủ, nhưng không có tác dụng. Chỉ sau hai tiếng giao tranh, thành Hà Nội lại một lần nữa rơi vào tay quân Pháp, Tổng đốc Hoàng Diệu thắt cổ tự tử. Quân Pháp thiệt hại không đáng kể, chỉ có bốn người bị thương.
Để đối phó lại sự gây hấn của quân Pháp, Phò mã Hoàng Kế Viêm cho gọi Lưu Vĩnh Phúc từ Quảng Tây về đại bản doanh Sơn Tây bàn kế hoạch chống trả. Tuy nhiên tại cuộc hội kiến Lưu Vĩnh Phúc phàn nàn về thái độ đãi ngộ với ông ta cũng như đưa ra những yêu sách về cung cấp lương thảo và tiền bạc cho quân của mình rồi từ chối phối hợp tác chiến.
Tới tháng 2 năm 1883, nhận được 750 quân tăng viện từ Nam kỳ, Rivière cho tiến quân chiếm cảng Hồng Gai và khu mỏ than có giá trị chiến lược. Trong thời gian đó, Hoàng Kế Viêm cũng không án binh bất động, ông cho tăng cường phòng thủ thành Nam Định, vốn nằm trên tuyến đường thông thương sông Hồng, để ngăn trở người Pháp, đồng thời tuyển mộ thêm 500 lính đánh thuê Trung Quốc để lấp vào chỗ trống của quân Lưu Vĩnh Phúc. Tới ngày 28 tháng 2 (âm lịch, tức 27 tháng 3), Rivière cùng 800 quân, có 8 pháo thuyền và một số tàu bè khác, cũng như một phân đội lính mộ Nam kỳ hỗ trợ, nổ súng đánh thành Nam Định. Quân Nam dù bị hỏa lực Pháp áp đảo, vẫn ngoan cường cố thủ vị trí của mình. Tuy nhiên đến trưa thì quân Pháp hạ được thành, quan tổng đốc Võ Trọng Bình bỏ chạy, quan đề đốc Lê Văn Điếm tử trận, quan án sát sứ Hồ Bá Ôn bị thương. Phía quân Pháp chỉ có ba người bị thương, một người trong đó bị chết, nhưng cũng đủ làm Rivière nổi giận, hạ lệnh treo cổ tất cả 50 lính đánh thuê Trung Quốc rơi vào tay ông ta.
Mất Nam Định, tình thế quân Hoàng Kế Viêm trở nên tuyệt vọng, thế nhưng tới tháng 4, sứ giả từ Bắc Kinh đã thuyết phục Lưu Vĩnh Phúc quay trở lại đánh quân Pháp. Đồng thời, triều đình nhà Thanh cũng sai sai Tạ Kính Bưu, Đường Cảnh Tùng đem quân sang đóng ở Bắc Ninh và ở Sơn Tây, có quan bố chính Quảng Tây là Từ Diên Húc đem quân sang tiếp ứng. Quân Nam chuyển từ thế thủ sang thế công: quân Cờ đen tiến về đóng đại bản doanh ở phủ Hoài Đức, đồng thời Tổng đốc Bắc Ninh là Trương Quang Đản cùng với quan phó kinh lược Bùi Ân Niên đem binh về đóng ở Giốc Gạch, thuộc huyện Gia Lâm chuẩn bị sang đánh Hà Nội. Để khiêu khích quân Pháp, Quân Cờ đen đốt phá các khu giáo dân, lợi dụng đêm tối dùng pháo đặt trên lưng voi bắn vào Hà Nội, rồi tới ngày 10 tháng 5, gửi chiến thư thách Rivière ra đánh.

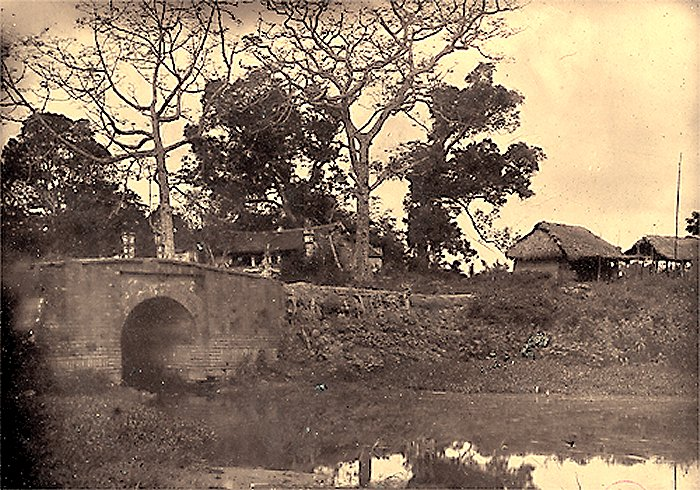
Cầu Giấy khoảng năm 1884 - 1885

Rivière trong khi đó ở Hà Nội đang tích cực chuẩn bị để đánh thành Sơn Tây, thấy quân Nam chuẩn bị tiến công, liền truyền lệnh tiến quân lên đánh phủ Hoài Đức. Ngày 19 tháng 5, khi Rivière dẫn 500 quân ra đến Cầu Giấy thì quân Cờ đen ùn ùn đổ ra từ khắp các làng xung quanh để cắt đứt hậu quân Pháp. Bị vây đánh, quân Pháp co cụm lại, nên càng dễ dàng trở thành bia cho quân Cờ đen bắn. Một khẩu pháo dã chiến của Pháp bị rơi vào tay quân Cờ đen sau khi số pháo thủ bị giết chết. Rivière dẫn một toán quân xông ra để chiếm lại khẩu pháo, rồi trong lúc hỗn loạn bị trúng vài viên đạn ngã xuống. Quân Pháp bị mất chỉ huy, trở nên hoảng loạn, rút chạy về Hà Nội. Ngoài Rivière, quân Pháp còn có 50 người bị giết và 76 người bị thương, trong đó chỉ huy phó của Rivière, đại úy Berthe de Villers bị thương nặng.
Quân Cờ đen cắt đầu Rivière và những lính Pháp bị giết, bêu trên cọc đem khoe ở các làng xung quanh. Xác Rivière bị chôn ở dưới đường, để người qua lại dẫm lên để tỏ lòng khinh bỉ. Đến tháng 9 năm đó Giám mục Pugnier mới thu thập lại được hài cốt Rivière để đưa về Pháp chôn cất.
Được tin đại tá Henri Rivière chết, Thống đốc Thomson ở Sài Gòn liền điện về cho chính phủ Pháp biết. Lúc bấy giờ ở Paris, Hạ nghị viện còn đang do dự về việc đánh lấy Bắc Kỳ. Khi tiếp được điện báo ở Sài Gòn về, nghị viện liền thuận cho chính phủ trích ra 5 triệu rưởi franc để chi tiêu về việc binh phí. Thiếu tướng lục quân Bouet ở Nam Kỳ được phái ra làm ra thống đốc quân vụ ở Bắc Kỳ, Hải quân thiếu tướng Courbet được lệnh đem một đội chiến thuyền sang tiếp ứng, ông Harmand là sứ thần Pháp ở Xiêm được cử ra làm toàn quyền. Ngày mồng 3 tháng 5, thiếu tướng Bouet đem 200 lính tây, 300 lính tập ra đến Hải Phòng và ngay lập tức chuẩn bị phòng ngự ở Hà Nội và Nam Định, đồng thời cho Georges Vlavianos (tên phiên âm: ông Kiều) là người theo Dupuis ngày trước, được phép mộ lính Cờ vàng làm tiền quân. Chiến tranh Pháp-Thanh mở màn.

## Tham gia chiến tranh Pháp-Thanh
(Xem thêm Chiến tranh Pháp Thanh)
Trong khi tại Bắc kỳ, các quan lại Việt Nam lúng túng chưa biết đối phó với người Pháp bằng cách nào, thì tình hình tại triều đình Trung Hoa trở nên hết sức sôi động. Nhà Thanh, và đặc biệt là các quan chức cao cấp tại Lưỡng Quảng hết sức lo ngại trước tình hình quân Pháp đánh chiếm và làm chủ Hà Nội, vì như vậy đồng nghĩa với gián tiếp uy hiếp an ninh vùng biên thùy Trung Quốc. Lấy cớ tiễu trừ thổ phỉ, quân đội Vân Nam và Lưỡng Quảng được điều động tiến sát về biên giới, sẵn sàng vượt biên giới tiến sang Bắc kỳ.
Người Pháp cũng lấy làm lo ngại việc nhà Thanh định can thiệp vào cuộc chinh phục Bắc kỳ, đặc biệt là sự di chuyển binh lính đến sát biên giới Trung Hoa-Bắc kỳ. Đại sứ Pháp Bourée tại Trung Hoa tiến hành một cuộc gặp mặt với Tổng đốc Trực Lệ (Zhili-tức vùng Bắc Kinh) Lý Hồng Chương, trong đó hai bên tính đến khả năng đặt vùng Lào Cai về tay nhà Thanh để lập một trạm thuế quan mà giao thông và hàng hóa muốn vào Vân Nam phải đi qua, cũng như thiết lập một đường phân giới dọc theo sông Hồng, theo đó phần phía bắc sẽ do nhà Thanh quản lý, phần phía nam thuộc về Pháp. Tuy nhiên chính phủ của Thủ tướng Jules Ferry không đồng ý phê chuẩn hiệp nghị này và triệu hồi Đại sứ Bourée về nước.
Lưu Vĩnh Phúc trực tiếp chỉ huy phòng thủ trong trận Pháp đánh thành Sơn Tây, sau đó tham gia phòng thủ thành Hưng Hóa, đánh nhau với quân Pháp ở Lạng Sơn và bao vây 1 tiểu đoàn quân Pháp ở Tuyên Quang.

### Quân Cờ Đen với thường dân Việt Nam
Luận điểm chính của Trần Huy Liệu về Lưu Vĩnh Phúc và quân Cờ Đen, đó là Lưu Vĩnh Phúc đặt mục tiêu chính khi tham chiến chống thực dân Pháp xâm lược tại Việt Nam là để bảo vệ cho "thuộc quốc của Đại Thanh" như họ Lưu từng tuyên bố. Tuy nhiên quân Cờ Đen gồm nhiều cựu thổ phỉ vốn đã quen cướp bóc nên cũng đã gây ra nhiều tai họa cho nhân dân Việt Nam. Ông Nguyễn Việt, bút danh Nguyễn Văn Nhân, cán bộ nghiên cứu Ban Lịch sử Cận đại Việt Nam, Viện Sử học, đã chứng minh cho những luận điểm này bằng cách cung cấp thêm những bằng chứng cụ thể và xác thực trong bài viết: "Cuộc điều tra về hành động của quân Cờ Đen Lưu Vĩnh Phúc tại một số làng thuộc ngoại thành Hà Nội" (2), đăng trên tạp chí Nghiên cứu Lịch sử năm 1962, số 42, từ trang 26 đến trang 9. Dưới đây, chúng tôi xin giới thiệu những điểm chính của bài viết này:
"Theo sự phân công của tòa soạn tập san Nghiên cứu Lịch sử, chúng tôi đã về một số làng thuộc ngoại thành Hà Nội. Sau đây, chúng tôi ghi không thêm không bớt, đúng như lời các cụ phụ lão đã nói với chúng tôi.
Cụ tôi, nguyên là một võ sinh, lúc quân Cờ Đen về vùng này. Cụ tôi thường kể lại rằng quân Cờ Đen đánh Pháp rất táo bạo, nhưng phải cái hay tàn sát hãm hiếp nhân dân... Ở làng Nghĩa Đô, xóm Giếng có rào tre kín dân xóm không chạy. Khi quân Cờ Đen đến họ phá được cổng xóm vào cho nên xóm Giếng bị phá nhiều nhất, đàn ông bị giết và đàn bà sau khi bị hiếp, cũng bị giết chết... Ở nơi nào dân không chống cự, thì đàn ông bị bắt đi tải đồ, đàn bà bị hiếp, của cải bị cướp đi. Ai chống cự lại lập tức bị chém đầu. Cụ Đặng Nghị 72 tuổi, ở xóm An Phú (Nghĩa Đô) nói: "Thường đàn ông bị bắt đi khuân vác. Vào làng nào là vơ vét gà, vịt và bổ đi bắt lợn. Gặp đàn bà thì dù già trẻ cũng đều bị hiếp và họ thay phiên nhau để hiếp. Theo các cụ kể lại như vậy là tuy Cờ Đen có thắng được Tây nhiều trận, nhưng vì quá tàn ác cho nên đã mất lòng dân, ở xã tôi và các xã xung quanh, hiện còn có tục là hễ nhà nào có chó dữ hoặc gà sống hay đạp mái, thì gọi con chó hoặc con gà đó là con "Cờ Đen".
Cụ Lại Phú Be thuật lại: Sau khi thắng Pháp ở Cầu Giấy, quân Cờ Đen đi cướp bóc, giết, hiếp nhiều lắm làm cho dân xã chúng tôi căm phẫn. Cụ xã đoàn coi chùa Quan Âm có mở một tiệc rượu thết mấy tên tướng Cờ Đen rồi sau chuốc cho chúng say, giết luôn cả bọn. Sau đó cụ phải trốn khỏi chùa trong 5, 6 tháng. Chùa bị Cờ Đen phá sập, mãi về sau mới được dân dựng lại.
Làng Hồ Khẩu ở Bưởi cũng là một làng bị Cờ Đen tàn phá rất nhiều. Người đi đã khổ, người ở lại làng thì càng khổ hơn nữa. Một số trai tráng ở lại tổ chức bảo vệ xóm làng, mặc áo giấy bản bồi, phần lớn đều bị giết. Người chỉ huy là cụ Bát cũng bị giết. Vợ cụ Bát có mang gần ngày đẻ bị Cờ Đen bắt hiếp trụy thai... Cụ tôi có nói rằng tuy Cờ Đen thắng Tây nhưng dân làng rất oán ghết vì ngoài việc bắn giết hiếp tróc, bọn chúng còn vơ vét của cải từ nồi niêu, bát đĩa đến lợn, gà, vịt... Khi dân làng trở về thì gần như trắng tay, chỉ còn một số giấy vất vào bể nước là nguyên vẹn... Đến lúc Cờ Đen rút đi, dân làng, vì làm nghề giấy là chính, có rất ít ruộng đất, cho nên hàng năm sau vẫn chưa phục hồi lại được.
Bà cụ thân sinh ra chúng tôi nói chuyện lại là có những bà mẹ, thấy con gái còn bé bị hiếp, kêu van xin chịu thay con, liền bị chém băng đầu... Trước Cách mạng tháng Tám, vào trung tuần tháng Tư, gần như hầu hết các gia đình thôn tôi, đều có giỗ cụ, giỗ ông bà, giỗ bố..., tức là giỗ những người chết vì Cờ Đen".

## Chống Nhật tại Đài Loan

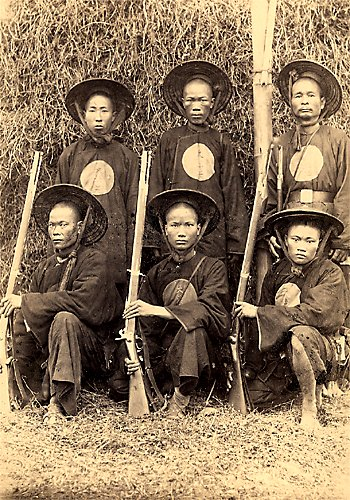
Quân cờ đen sau khi đầu hàng và phục vụ Pháp

Sau khi chiến tranh Pháp-Thanh (1884-1885) tại miền bắc Việt Nam kết thúc, Lưu Vĩnh Phúc phụng mệnh vua Quang Tự trở về Trung Quốc, ông phải bỏ lại quân Cờ đen. Những binh lính quân Cờ đen không còn chủ tướng, một số trở thành thổ phỉ, một số thì đầu hàng quân Pháp.
Tại Quảng Châu được giao làm tổng binh. Tại đây ông thường cùng Hoàng Phi Hồng tập luyện võ thuật.
Năm 1894, khi xảy ra cuộc chiến tranh Trung-Nhật lần thứ nhất (Giáp Ngọ chiến tranh) được nhà Thanh phái tới Đài Loan làm tổng binh. Năm 1895, sau khi nhà Thanh ký hòa ước Mã Quan (hòa ước Shimonoseki) thì nhân dân Đài Loan không cam chịu sự thống trị của người Nhật đã tổ chức kháng chiến và thành lập ra nhà nước Đài Loan dân chủ, Lưu Vĩnh Phúc nhậm chức đại tướng quân. Sau đó lực lượng của ông bị vây hãm tại Đài Bắc nhưng nhất mực kiên trì kháng cự, dẫn tới chiến tranh Ất Mùi (1895). Tổng thống Đài Loan dân chủ là Đường Cảnh Tung cùng thống lĩnh Khâu Phùng Giáp bỏ trốn tới Hạ Môn để vào đại lục, Lưu Vĩnh Phúc tại Đài Nam tái lập nhà nước Đài Loan dân chủ, dân chúng Đài Loan yêu cầu con dấu tổng thống giao lại cho Lưu Vĩnh Phúc, nhưng Lưu Vĩnh Phúc không nhận mà chỉ xưng là bang biện, nhưng vẫn có thể coi là người lãnh đạo cao nhất của nhà nước non trẻ này. Người Đài Nam thành lập nghị hội, phát hành tiền tệ, dự trù quân lương, cầu viện tới Trương Chi Động. Sau đó Lưu Vĩnh Phúc cấp báo về đại lục để xin trợ giúp, nhưng không nhận được kết quả nào. Lưu Vĩnh Phúc sau đó muốn đàm phán với quân Nhật nhưng cũng không thành.
Sau cùng, bị quân Nhật bao vây tại Đài Nam, ngày 22 tháng 11 năm 1895, Lưu Vĩnh Phúc phải cải trang để bỏ trốn từ An Bình vào Đài Trung. Quân dân Đài Loan không còn người chỉ huy, buộc phải nhờ một mục sư người Anh là Reverend Thomas Barclay đàm phán hòa bình với quân đội Nhật Bản.
Năm Quang Tự thứ 28 (1902), Lưu Vĩnh Phúc nhậm chức Tứ thạch trấn tổng binh tại Quảng Đông. Sau cách mạng Tân Hợi (1911), giữ chức Tổng trưởng dân đoàn Quảng Đông. Năm 1915, chính quyền Nhật Bản yêu cầu Viên Thế Khải chấp nhận hai mươi mốt yêu sách, Lưu Vĩnh Phúc là một trong những người chủ chiến. Tháng 1 năm 1917, ông mắc bệnh mà chết.

## Nhận định
Đương thời, tuy quân Cờ đen dưới sự chỉ huy của Lưu Vĩnh Phúc đánh thắng được Pháp một số trận, nhưng đội quân này cũng nhũng nhiễu cướp phá người dân Việt. Lúc bấy giờ Ông Ích Khiêm là một trong số những quan lại không hài lòng về việc triều đình thuê quân Cờ đen, đồng thời cũng chê trách các quan võ nhà Nguyễn bất lực, lúc hữu sự phải nhờ vào người Tàu để đánh giặc. Ông có làm bài thơ trách
Áo chúa cơm vua hưởng bấy lâu
Đến khi có giặc phải thuê Tàu
Từng phen võng giá mau chân nhẩy
Đến bước chông gai thấy mặt đâu
Tiền bạc quyên hoài dân xác mướp
Trâu dê ngày hiến đứa răng bầu
Ai ôi hãy chống trời Nam lại
Kẻo nửa dân ta phải cạo đầu
Sau này, Lưu Vĩnh Phúc rời bỏ quân Cờ Đen, trở về Trung Quốc phục vụ triều Thanh, trở thành một võ tướng chính quy. Với những chiến tích trong Chiến tranh Pháp - Thanh và sau đó là nỗ lực bảo vệ Đài Loan khỏi quân Nhật xâm lược, Lưu Vĩnh Phúc được người Trung Quốc ca ngợi là một anh hùng dân tộc. Khu mộ của ông ngày nay là Di tích văn vật bảo vệ trọng điểm cấp quốc gia của Trung Quốc.